# Filadèlfia (Egipte)
Filadèlfia va ser un establiment fundat per Ptolemeu II Filadelf a la regió arsinoïta d'El Faium, en homenatge a la seva muller-germana Arsínoe. Apoloni, el ministre de Ptolemeu II, va introduir innovacions agrícoles a la zona per augmentar la producció d'oliveres i vinyes. Malgrat ser una petita població sense govern propi, la seva urbanització i la presència d'institucions culturals gregues van atraure immigrants. La coexistència de diversos temples dedicats a deïtats diferents reflectia una diversitat religiosa i promovia la integració cultural. Filadèlfia es va convertir en un exemple d'èxit en el desenvolupament econòmic i la fusió de cultures en l'antic Egipte.